# Keanu Reeves
Keanu Charles Reeves (angleška izgovorjava /kiˈɑːnuː/;), kanadski igralec, * 2. september 1964, Bejrut, Libanon.
Reeves je odraščal v Torontu, kjer je začel igrati v gledaliških predstavah in v televizijskih filmih, preden je debitiral v celovečercu z naslovom Youngblood (1986). Prodrl je z vlogo v znanstvenofantastični komediji Čudovita pustolovščina Billa in Teda (1989), ki jo je igral tudi v nadaljevanjih . Pohvalo si je prislužil v neodvisni drami Moj mali Idaho (1991) in se uveljavil kot akcijski junak z glavnima vlogama v filmih Peklenski val (1991) in Hitrost (1994).
Po več neuspešnih filmih je bil Reevesov nastop v grozljivki Hudičev odvetnik (1997) dobro sprejet. Še bolj je zaslovel z vlogo protagonista Nea v znanstvenofantastični seriji Matrica, ki se je začela leta 1999. Kasneje je igral še v filmu Constantine (2005), v romantični drami Romanca ob jezeru (2006), znanstvenofantastičnem trilerju Dan, ko bo obstala Zemlja (2008) in kriminalnem trilerju Kralji ulice (2008). Po nekaj nadaljnjih neuspehih se je Reeves vrnil z vlogo naslovnega morilca v filmski seriji John Wick, ki se je začela leta 2014.
Reeves je poleg igranja režiral še film Man of Tai Chi (2013). Igral je bas kitaro za skupino Dogstar in se ukvarjal še z drugimi dejavnostmi, kot sta pisanje in dobrodelnost.